# Výstaviště
Slovem výstaviště obvykle označujeme zvláštní společenské zařízení primárně určené k pravidelnému pořádání veletrhů a výstav. V běžné praxi se obvykle jedná o soubor pozemků, výstavních budov, technických zařízení a jiných doplňkových organizačních prvků, které umožňují výstavní a veletržní provoz. Ten obvykle bývá umístěn do nějakého uzavřeného výstavního areálu. Vlastním větším či menším výstavištěm či výstavním areálem disponuje v České republice více velkých měst, mají je i některá menší města. Výstaviště obvykle plní kromě své primární výstavní a obchodní funkce také nezanedbatelnou funkci kulturní a společenskou, obvykle se jedná o jedno z místních kulturních a společenských center ve městě.

## Nejznámější česká výstaviště
- Brněnské výstaviště (nejznámější výstavní akce: Mezinárodní strojírenský veletrh, Invex)
- Výstaviště České Budějovice (nejznámější akce: Země živitelka)
- Výstaviště Liberec (nejznámější akce: v minulosti např. Liberecké výstavní trhy)
- Litoměřické výstaviště (nejznámější akce: Zahrada Čech)
- Výstaviště Louny
- Výstaviště Lysá nad Labem (nejznámější výstavní akce: Zemědělec, Natura Viva)
- Olomoucké výstaviště (nejznámější akce: Flora Olomouc)
- Ostravské výstaviště Černá louka
- Výstaviště Pardubice
- Plzeňské výstaviště
- Výstaviště Praha (nejvýznamnější výstavní akce: Jubilejní zemské výstavy 1791,1891,1991)
- PVA Expo Praha

## Fotogalerie

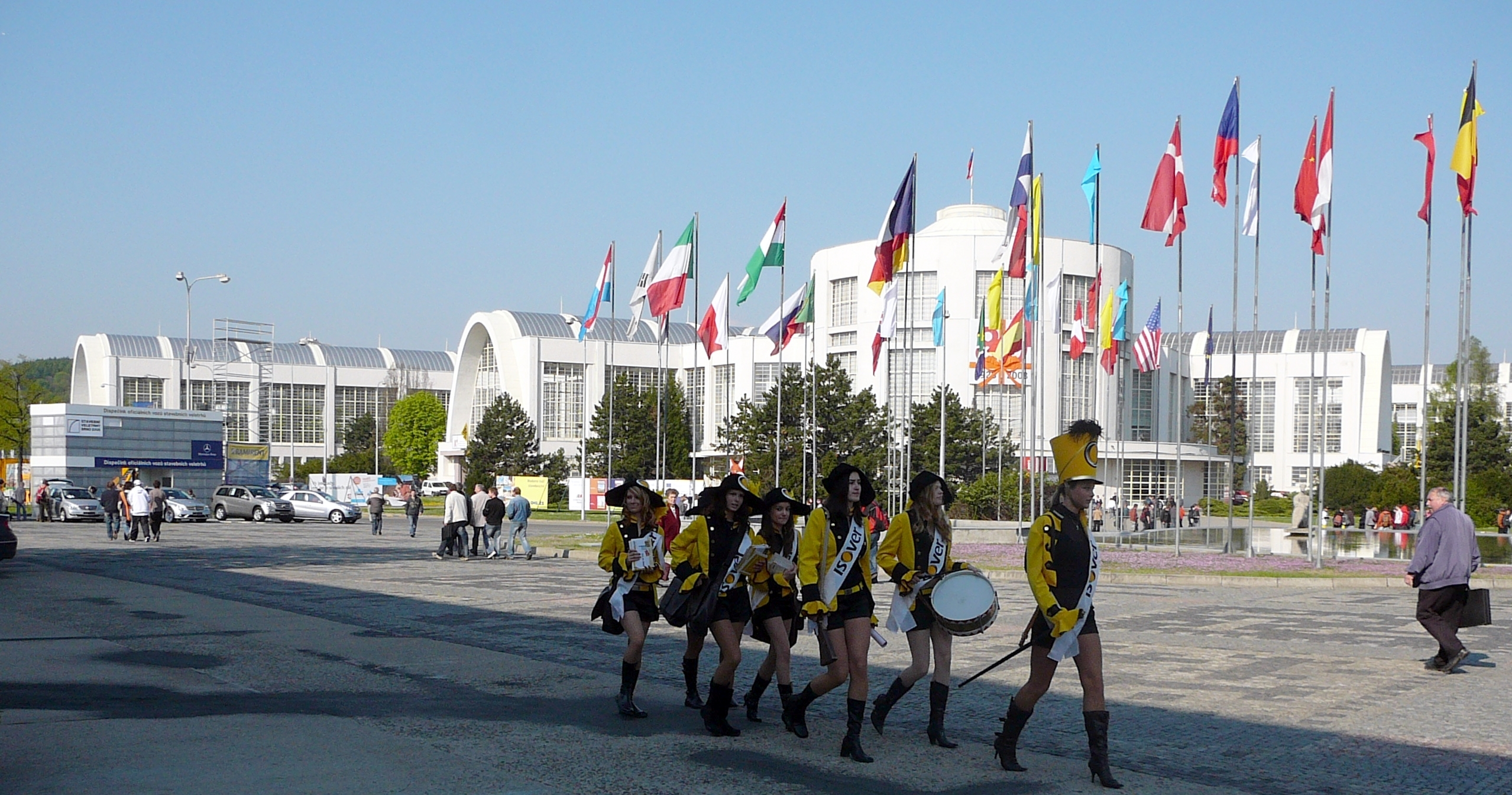
Brněnské výstaviště
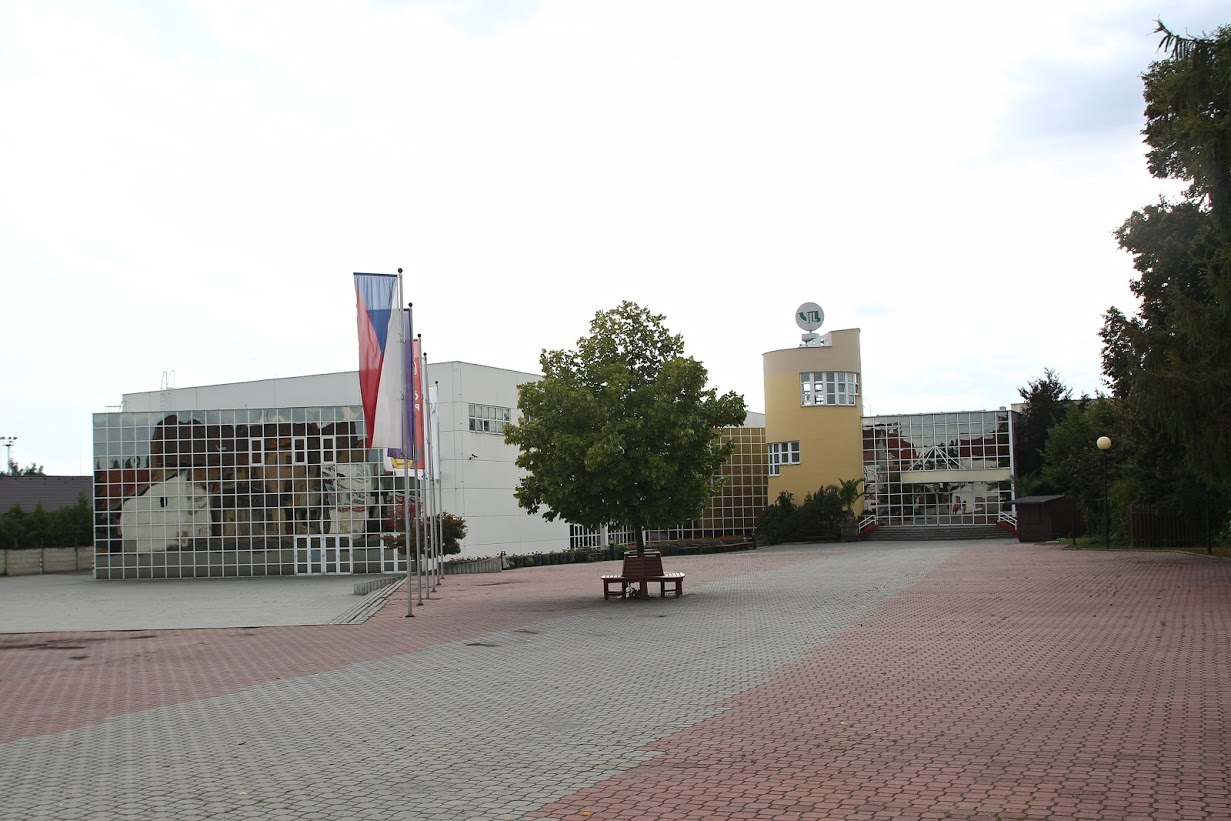
Výstaviště Lysá nad Labem